# Israel
Israel (hebreu: יִשְרָאֵל, Yisrael‎; àrab: إسرائيل, Isrā'īl), oficialment l'Estat d'Israel (en hebreu: hebreu: מְדִינַת יִשְרָאֵל, romanitzat: Medinat Yisrael; en àrab: àrab: دَوْلَةْ إِسْرَائِيل, romanitzat: Dawlat Isrā'īl), és un estat reconegut per l'àmplia majoria d'estats amb representació a l'ONU —no obstant això, no és reconegut per 32 estats—, ubicat a l'Orient Mitjà, en la regió oriental de la mar Mediterrània. Limita amb el Líban al nord, amb Síria al nord-est, amb Jordània i el territori palestí de Cisjordània a l'est i amb Egipte i Gaza al sud-oest. Té costes a la mar Mediterrània, el golf d'Aqaba (o d'Elat), la mar Morta i el mar de Galilea.
Anys després del naixement del sionisme polític el 1897 i de la Declaració de Balfour de 1917, la Lliga de Nacions va atorgar al Regne Unit el Mandat Britànic de Palestina, després de la Primera Guerra Mundial, i la responsabilitat d'establir «les condicions polítiques, administratives i econòmiques que puguin assegurar l'establiment de la llar nacional jueva […] i el desenvolupament d'institucions d'autogovern, així com per a salvaguardar els drets civils i religiosos de tots els habitants de Palestina, sense distinció de raça i religió».
El novembre de 1947, després de la Segona Guerra Mundial, les Nacions Unides van acordar la Partició de Palestina, en un estat jueu, un estat àrab, i una Jerusalem administrada per l'ONU. Els líders sionistes van acceptar la partició però els líders àrabs la van rebutjar, iniciant la Guerra Civil durant el Mandat Britànic de Palestina.
Israel va declarar la seva independència el 14 de maig de 1948, i els estats àrabs veïns van atacar-la l'endemà. Des d'aleshores, els països àrabs i Israel han tingut diverses guerres i, com a conseqüència, Israel controla més territoris dels que estan estipulats en els Acords d'Armistici de 1949. Algunes fronteres internacionals són disputades, però Israel ha signat tractats de pau amb Egipte i Jordània, tot i que els esforços per resoldre el conflicte entre els palestins i Israel no han reeixit.
Israel és una democràcia representativa amb un sistema parlamentari amb sufragi universal. Segons el seu producte interior brut, l'economia israeliana és la 44a més gran del món. Ocupa la primera posició dels països de l'Orient Pròxim en llibertat de premsa, i competitivitat econòmica. La capital oficial és Jerusalem, com seu de govern, però no és reconeguda per tots els Estats del món, i aquest estatut és en discussió. La ciutat més gran i el centre financer del país és Tel-Aviv.
Després d'anys de denúncies de diferents organitzacions, el Tribunal Penal Internacional investigarà presumptes crims de guerra de les forces armades d'Israel als Territoris Palestins.

## Etimologia
Durant més de tres mil anys, el nom d'«Israel» s'ha utilitzat tant per referir-se al territori com a la nació jueva. L'objecte arqueològic més antic que menciona Israel en un sentit diferent del d'un nom propi, és l'Estela de Merneptah, del segle xiii aC, que fa referència al poble que habitava aquell territori. El país actualment és oficialment conegut com a Medinat Yisrael o «Estat d'Israel», després d'haver-se rebutjat altres denominacions com ara Érets Yisrael (la «Terra d'Israel»), Sió i Judea. Poques setmanes després de la independència, el govern va escollir el terme yisraelim («israelians», yisraelí en singular) per referir-se als ciutadans d'Israel, a través d'una declaració oficial del Ministeri d'Afers Exteriors d'Israel, Moshe Sharett, i que hom ha de distingir del terme d'«israelites» en referència al poble històric.

## Geografia física

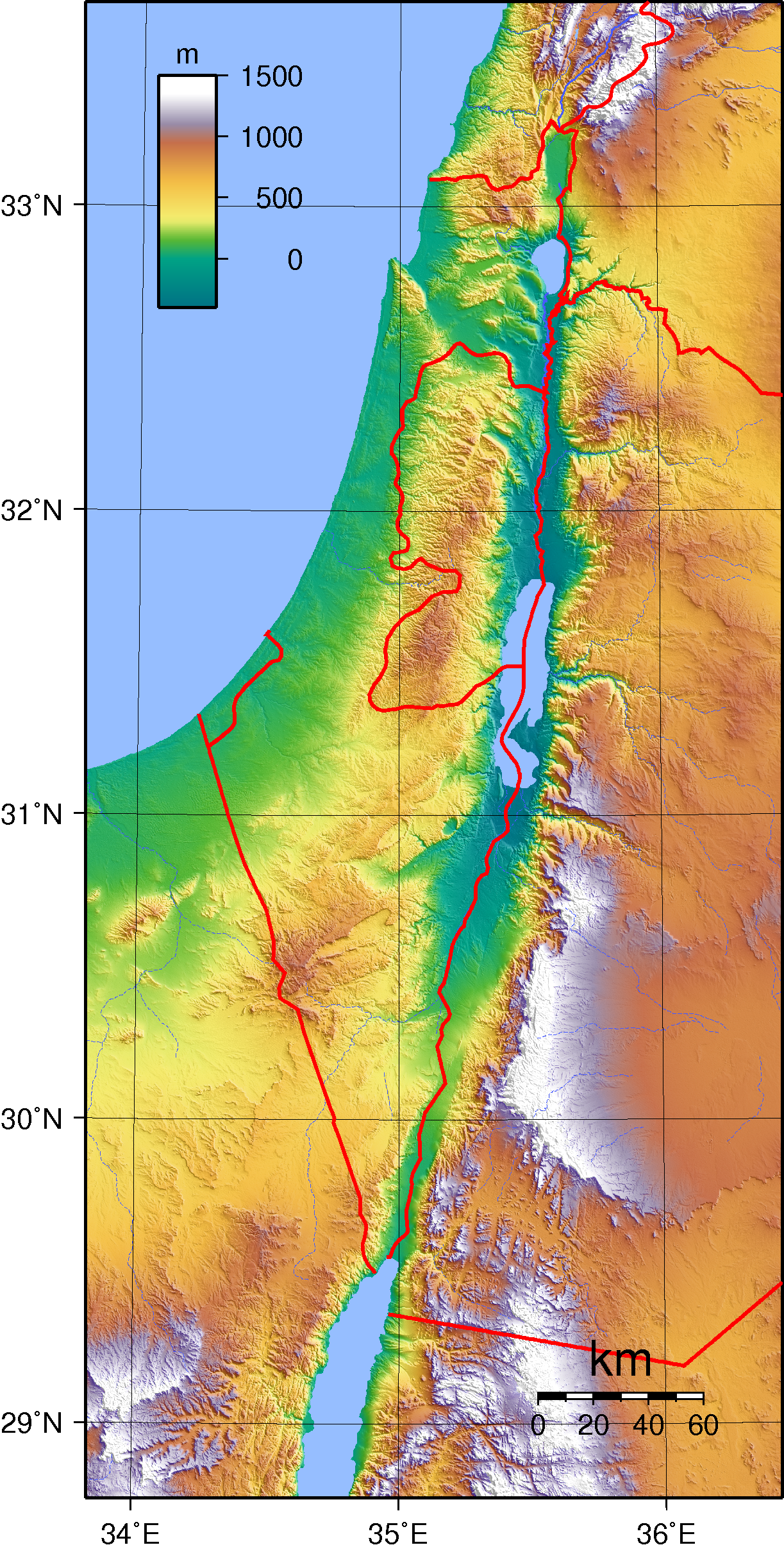
Mapa de relleus d'Israel

L'estat d'Israel limita amb el Líban al nord, frontera reconeguda oficialment per l'ONU després de la retirada israeliana del sud d'aquest país; amb Jordània a l'est i amb Egipte al sud, ambdues fronteres reconegudes a partir dels acords de pau signats amb els dos països. Encara no ha fixat les seves fronteres amb Síria ni amb l'Autoritat Nacional Palestina en la zona de Judea i Samària, encara que en aquest sentit la comunitat internacional considera com frontera a la «Línia Verda» (les fronteres de fet del dia 4 de juny de 1967, just abans de la Guerra dels Sis Dies), mentre que Israel aspira a annexionar-se els grans blocs d'assentaments pròxims a aquesta línia, especialment el Gran Jerusalem i el Bloc d'Etsiyon, i amb menor probabilitat d'èxit, la ciutat d'Ariel a Samaria. El setembre de 2005, Israel va culminar la seva retirada unilateral de la Franja de Gaza fins a la «Línia Verda».

### Relleu
A Israel es distingeixen tres regions geomorfològiques, d'oest a est: la planura litoral mediterrània, la serralada central i la vall del riu Jordà que és la depressió més profunda de la Terra. A aquestes tres regions, s'hi ha de sumar la del desert del Nègueb, planícia i muntanyes de calcari, situat al sud d'Israel. Les regions àrides ocupen més de la meitat del territori d'Israel.
Tot i ser bona part del territori desèrtic, a les valls abunden els lliris, i també els arbres com pins, eucaliptus, oliveres i acàcies. Les ginestes creixen esporàdicament en el desert del Nègueb. Existeixen iniciatives de reforestació que s'estan duent a terme per tot el país, especialment a les muntanyes, on els pins, roures, xiprers i llorers arrelen amb un percentatge d'èxit més elevat.

### Clima
Situat entre els deserts d'Àfrica i d'Àsia, per una banda, i pel mar Mediterrani, càlid i humit, per l'altre; Israel es troba en una cruïlla d'influències climàtiques que han permès distingir fins a quaranta tipus diferents de clima en una regió de superfície tant reduïda.

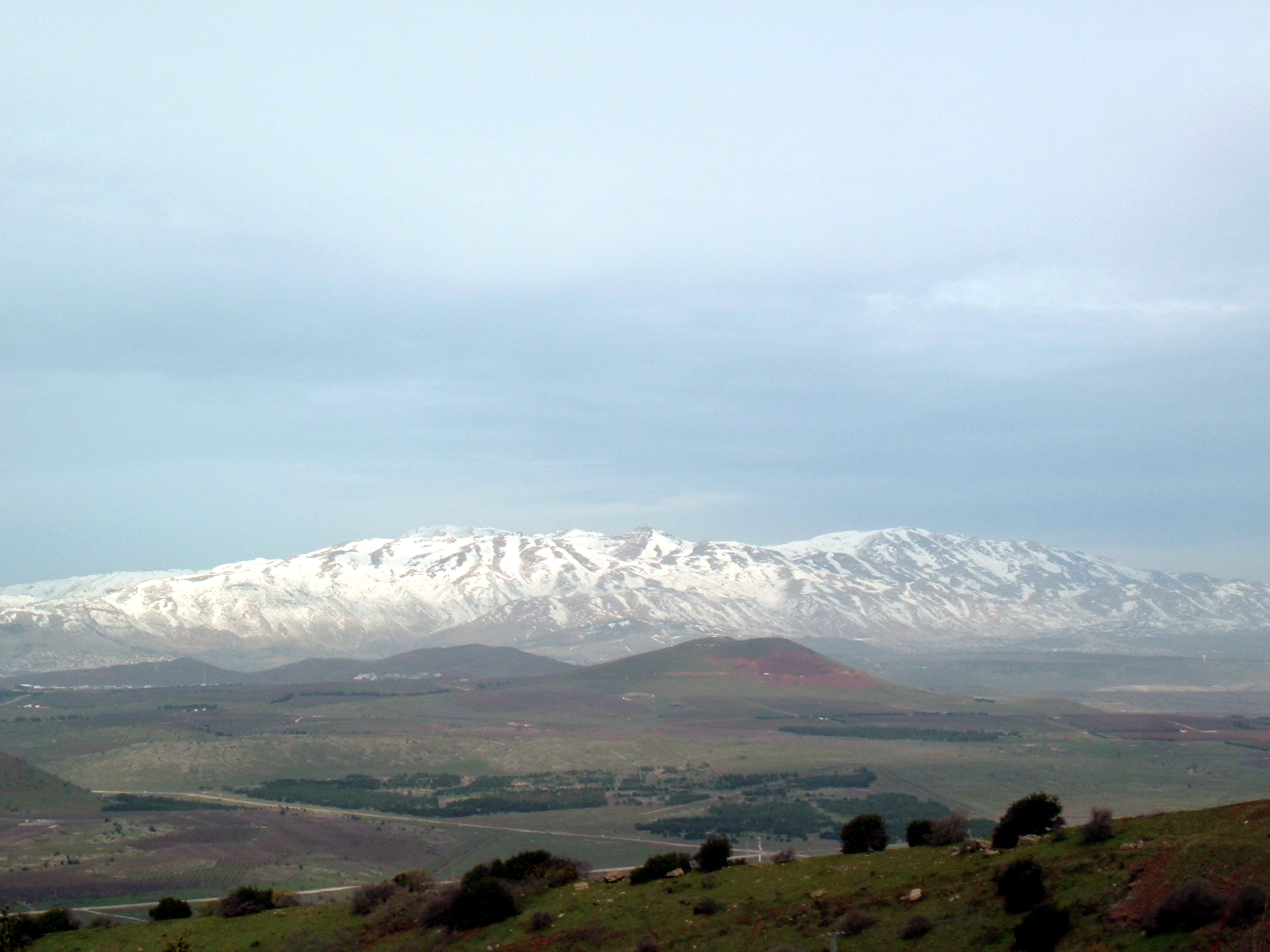
El mont d'Hermon nevat.

El règim tèrmic varia notablement amb l'altitud i la continentalitat, especialment a l'època hivernal: d'oest a est es passa d'un clima típicament mediterrani a un de continental. Les regions muntanyoses majoritàriament es caracteritzen per ser ventoses i moltes fredes, que propicia que de vegades estiguin nevades. El cim del mont d'Hermon està cobert d'una capa de neu gran part de l'any i a Jerusalem acostuma a nevar com a mínim un cop a l'any. Les ciutats costaneres, com Tel-Aviv i Haifa, posseeixen un típic clima mediterrani de fred, plujós amb hiverns llargs i estius calorosos. A l'extrem sud, en el Golf d'Eilat, el clima és tropical sec.
La temperatura més alta enregistrada al continent asiàtic (53,7 °C o 129 °F) es registrà el 1942 al Quibuts Tirat Tseví, al nord de la vall de Jordània.
En general, hi ha una estació seca (abril-octubre) i una de plujosa (des d'octubre-novembre fins a l'abril). De maig a setembre, són molt esporàdiques les pluges a Israel Quan hi ha un percentatge més gran de pluges és entre mitjan gener i principis de març. La pluviositat s'incrementa de sud a nord i d'est a oest.
Amb escassos recursos hídrics, Israel ha desenvolupat diverses tecnologies per a l'estalvi d'aigua, com el reg per gota a gota. Els israelians també aprofiten la considerable llum solar disponible per a l'energia solar, que converteix a Israel en la nació líder en ús per capita d'energia solar.

## Política i govern

### Estructura de govern

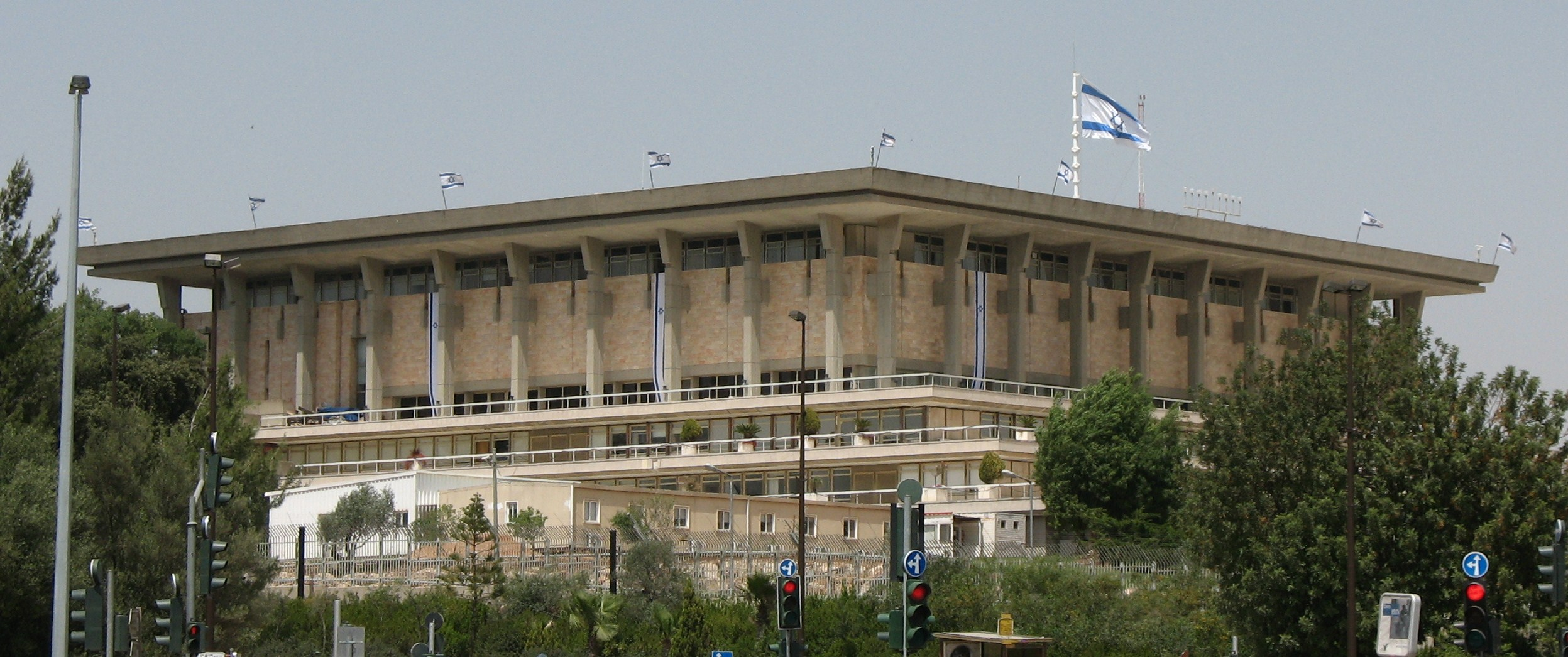
La Kenésset, el parlament d'Israel

El Govern d'Israel està estructurat com a democràcia parlamentària amb la participació ciutadana mitjançant del sufragi universal. El president d'Israel n'és el cap d'estat, però les seves funcions són majoritàriament cerimonials. Un membre del parlament, amb el suport de la majoria dels membres, es converteix en el primer ministre, usualment el líder del partit majoritari. El primer ministre és el cap de govern i el cap del gabinet. El parlament d'Israel, la Kenésset, està integrat per 120 membres. Els escons del parlament són assignats mitjançant la representació proporcional de tots els partits polítics, amb un llindar mínim del 2% de tots els vots. Aquest sistema ha tingut com a resultat la conformació de governs de coalició. Les eleccions parlamentàries tenen lloc cada quatre anys, però les coalicions inestables o una moció de censura de la Kenésset pot dissoldre el govern i convocar a eleccions. La duració mitjana dels governs israelians ha estat de 22 mesos; el procés de pau, el paper de la religió en l'Estat i els escàndols polítics han causat la dissolució de les coalicions o han produït eleccions anticipades. Les Lleis bàsiques d'Israel funcionen, de facto com a constitució no escrita.
El sistema judicial israelià està integrat per tres nivells. El nivell més baix és integrat per les corts de magisteri, situades en la majoria de les ciutats del país. El següent nivell són les corts de districte, les quals són corts d'apel·lació i corts de primera instància; aquestes són situades en cinc dels districtes d'Israel. El tercer nivell està conformat pel Tribunal Suprem d'Israel, amb seu a Jerusalem. Té el paper dual de ser la cort d'apel·lacions i la cort de justícia més alta del país. Com a cort de justícia, el Tribunal Suprem té les funcions de tribunal de primera instància, fet que permet als individus de demanar la revisió de les decisions de les autoritats de l'Estat. El matrimoni i el divorci són facultats de les corts religioses: jueves, musulmanes, drusa i cristiana.

### Districtes administratius

Mapa d'Israel

Israel està dividit en 6 districtes (mehozot; en singular, mehoz) i 13 sub-districtes (nafot; en singular, nafà), les quals, al seu torn es divideixen en cinquanta regions naturals.
- Districte de Jerusalem (Mehoz Yeruixalàyim). Capital del Districte: Jerusalem
- Districte del Nord (Mehoz ha-Tsafon). Capital del Districte: Natzaret
  - Sub-districte de Safed.
  - Sub-districte de Tiberíades
  - Sub-districte de Jizreel
  - Sub-districte d'Acre
  - Sub-districte del Golan
- Districte de Haifa (Mehoz Hefà). Capital del Districte: Haifa
  - Sub-districte de Haifa
  - Sub-districte de Hadera
- Districte Central (Mehoz ha-Merkaz). Capital del Disctricte: Ramla
  - Sub-districte de Saron
  - Sub-districte de Pétah Tiqvà
  - Sub-districte de Ramla
  - Sub-districte de Rehobot
- Districte de Tel-Aviv (Mehoz Tel-Aviv). Capital del Districte: Tel-Aviv
- Districte del Sud (Mehoz ha-Darom). Capital del Districte: Beerxeba
  - Sub-districte d'Ascaló
  - Sub-districte de Beerxeba

Per a fins estadístics, el país es divideix en tres àrees metropolitanes:
- Tel-Aviv i Gush Dan (amb una població de 3,15 milions d'habitants),
- Haifa (amb una població de 996.000), i
- Beerxeba (amb una població de 531.600).

La ciutat més gran d'Israel, tant en població com en àrea, és Jerusalem, amb 732.100 habitants, i una superfície de 126 quilòmetres quadrats.

### Territoris ocupats

Mapa dels territoris palestins.

El 1967, com a resultat de la Guerra dels Sis Dies, Israel va prendre el control de Cisjordània, Jerusalem Est, la Franja de Gaza i els Alts del Golan. Israel també va prendre el control de la Península del Sinaí, però la va retornar a Egipte com a part del Tractat de Pau entre Egipte i Israel de 1979.
Després de la captura d'aquests territoris, s'hi van establir assentaments israelians. Israel ha aplicat la llei civil als Alts del Golan i a l'Est de Jerusalem, incorporant-los al seu territori i oferint als residents la ciutadania israeliana. Per contra, Cisjordània roman sota ocupació militar, i aquesta regió, i també la Franja de Gaza, són considerats pels palestins, i la major part de la comunitat internacional, com a territoris d'un futur estat palestí. L'estatus de Jerusalem Est en qualsevol acord de pau futur ha estat un tema controvertit en les negociacions entre els governs israelians i els representants dels palestins. La majoria de les negociacions relacionades amb els territoris s'han basat en la Resolució 242 del Consell de Seguretat de les Nacions Unides, la qual demana la retirada d'Israel dels territoris ocupats a canvi de la normalització en les relacions amb els estats àrabs, principi conegut com a «Terra a canvi de pau».
Cisjordània va ser annexada per Jordània el 1948, després del rebuig àrab a la decisió de les Nacions Unides de crear dos estats a Palestina. Només el Regne Unit en va reconèixer l'annexió. Cisjordània va ser conquerida per Israel el 1967. La població és principalment palestina, incloent-hi refugiats de la Guerra araboisraeliana de 1948. Des de la conquesta de 1967 fins al 1993, els palestins que vivien en aquests territoris estaven sota l'administració israeliana. Després de les cartes de reconeixement entre Israel i l'Organització per a l'Alliberament de Palestina, la majoria de la població palestina i les ciutats es troben sota la jurisdicció de l'Autoritat Nacional Palestina i el control militar parcial israelià, tot i que Israel hi ha desplegat tropes i ha reinstaurat l'administració militar completa en períodes d'inestabilitat. Israel va començar la construcció d'una barrera o mur.
La Franja de Gaza va ser ocupada per Egipte de 1948 a 1967 i després conquerida per Israel el 1967 fins al 2005. El 2005, com a part del pla unilateral de retirada, Israel en va retirar totes les seves colònies. Tanmateix, Israel encara controla l'espai aeri i l'accés marítim de Gaza i en diverses ocasions hi ha enviat tropes. Gaza comparteix frontera amb Egipte un acord entre Israel la Unió Europea, l'Autoritat Nacional Palestina i Egipte determinen com s'ha dut a terme el flux de persones i mercaderia fronterer, supervisat per observadors europeus. Així i tot, després de l'elecció de Hamàs al govern, la frontera ha estat tancada la major part del temps. El control intern de Gaza és gestionat pel govern de Hamàs.

### Relacions exteriors
Israel té relacions diplomàtiques amb 161 estats del món i ha establert missions diplomàtiques a 94 estats. Només tres membres de la Lliga Àrab han normalitzat llurs relacions amb Israel: Egipte i Jordània han signat tractats de pau, el primer el 1979 i el segon el 1994, i Mauritània va establir totes les relacions diplomàtiques amb Israel el 1999. Dos altres membres de la Lliga Àrab, el Marroc i Tunísia, els quals havien tingut algun tipus de relació diplomàtica amb Israel, van trencar-les al començament de la Segona Intifada el 2000. Des del 2003, les relacions amb el Marroc han millorat, i el ministre d'afers exteriors israelià ha visitat aquell país.
Després de l'Operació Plom Fos, Mauritània, Qatar Bolívia i Veneçuela van suspendre les relacions polítiques i econòmiques amb Israel.
Des de 1995, Israel és membre del Diàleg Mediterrani el qual prova de fomentar la cooperació entre set països de la Conca del Mediterrani i els membres de l'OTAN. Les relacions amb els Estats Units, Turquia, Alemanya, el Regne Unit i l'Índia són molt estretes. Els Estats Units van ser el primer país a reconèixer Israel, seguit de la Unió Soviètica. Els Estats Units són els principals proponents del procés de pau entre els israelians i els palestins. Tot i que Turquia i Israel no van establir totes les relacions diplomàtiques abans de 1991, Turquia va cooperar amb Israel des que el va reconèixer el 1949. Les relacions amb Alemanya inclouen la cooperació en diverses empreses científiques i educatives, i ambdós països són socis econòmics i militars. Índia va establir totes les relacions diplomàtiques amb Israel el 1992 i ha fomentat una associació militar i cultural des d'aleshores. El Regne Unit ha mantingut totes les relacions diplomàtiques amb Israel des de la seva fundació, una relació «natural» després del Mandat Britànic de Palestina.

### Drets humans

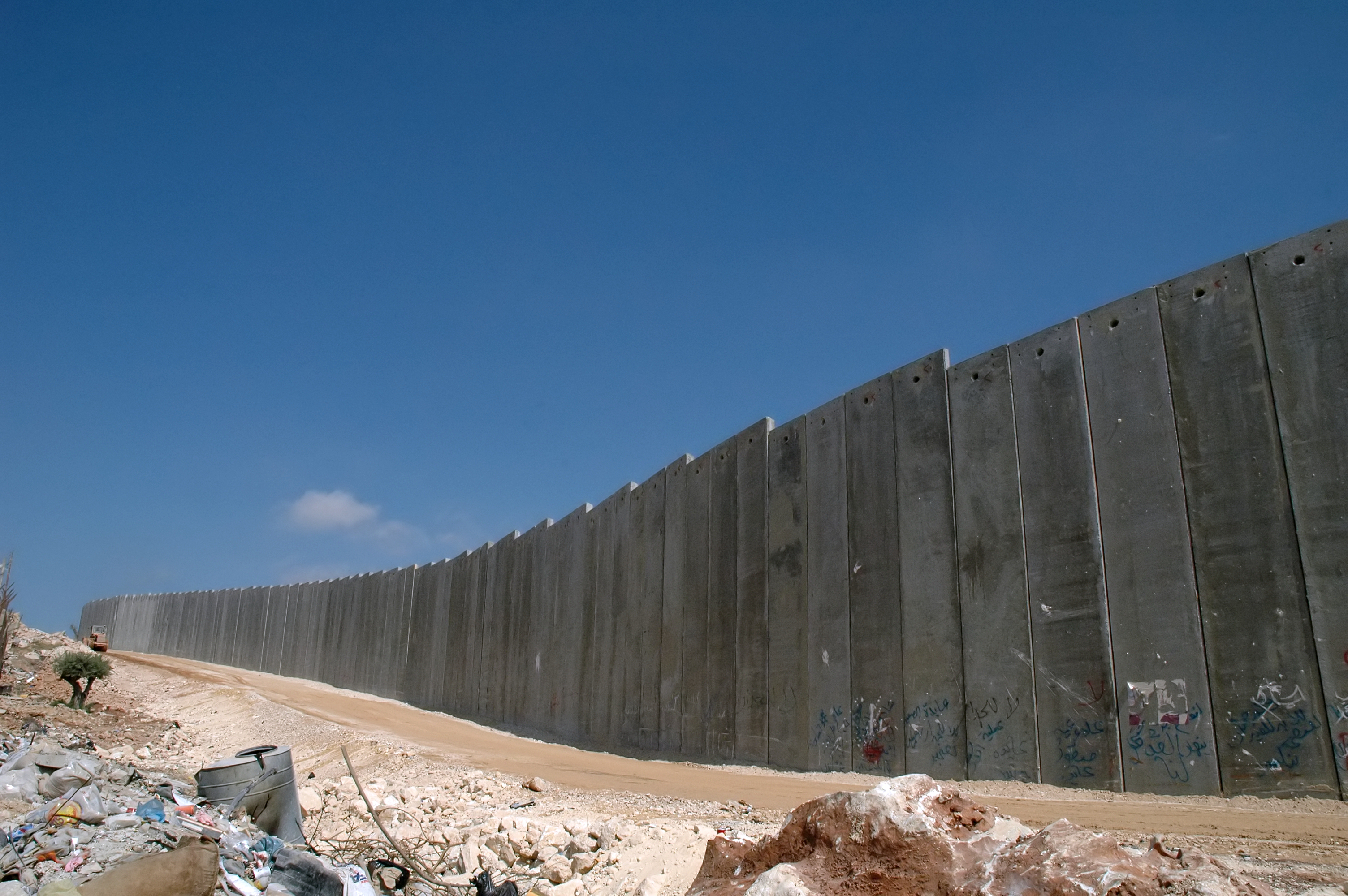
El mur de Cisjordània

La Llei Bàsica: Dignitat Humana i Llibertat té com a propòsit defendre els drets humans a Israel. Israel és l'únic país de la regió catalogat com a «lliure», segons la Freedom House, qualificació basada en el nivell de llibertats civils i de drets polítics; però, els «Territoris Ocupats Israelians/Autoritat Palestina» són catalogats com a «no lliures». Segons l'organització Reporters Sense Fronteres, Israel ocupa la cinquantena posició, de 168 països, quant a la llibertat de premsa, la posició més alta dels països de l'occident d'Àsia. Així i tot, altres organitzacions, com ara Amnistia Internacional i Human Rights Watch han criticat l'abús de drets humans a Israel, en relació amb el conflicte araboisraelià. Les llibertats civils d'Israel també han estat objecte de criticisme per grups com ara be-Tsélem, una organització de drets humans israeliana.
Internacionalment, tal com ha exposat en diverses ocasions la Comissió de Drets Humans de les Nacions Unides, Israel és considerada com una potència ocupant. D'aquest rol es deriven una sèrie de responsabilitats i obligacions entre les quals es troben les estipulades pel Dret internacional humanitari, en els diferents pactes dels quals Israel és part, i dels principis del dret internacional. Des de Nacions Unides s'ha afirmat en repetides ocasions que els assentaments o colònies jueves en els territoris ocupats són il·legals, i suposen un dels més greus obstacles per a la consecució de la pau en la zona i un impediment per a la completa realització dels drets humans de la població que habita la regió.
El relator especial de les Nacions Unides, en els seus informes sobre la situació dels drets humans en els territoris palestins ocupats des de 1967, I/CN.4/2000/25, A/57/207 (2002), reconeix l'existència a Jerusalem Est de violacions greus dels drets humans, especialment en tot el que té a veure amb la revocació arbitrària de la residència a Jerusalem Est i la retirada de targetes d'identitat i permisos de residència. Aquestes mesures, considerades com arbitràries han afectat desenes de milers de palestins des de 1967. Moltes de les mesures, segons el mateix informe, podrien ser considerades com a «càstig col·lectiu».
D'altra banda, el govern israelià ha practicat la demolició de cases palestines que han estat construïdes sense permís a Judea i Samària, o a Jerusalem Est, segons l'Informe d'Amnistia Internacional de 2004. En altre àmbit, la Societat Palestina de Presoners ha denunciat violacions greus als drets humans entre les quals s'inclouen la pràctica de tortures i maltractaments a persones detingudes, detencions arbitràries, abús de la detenció administrativa, judicis sense garanties i assassinats extrajudicials.
Durant l'any 2008 i l’inici de 2009 es varen produir nombrosos atacs amb coets per part de Hamàs des de la Franja de Gaza que provocaren una quinzena de morts. Israel respongué bombardejant el territori palestí, fet que provocà, segons dades d’Amnistia Internacional, la mort de més de 1.300 palestins, la gran majoria civils (entre ells més de 300 criatures) i milers de ferits, a més de nombrosos edificis i infraestructures destruïdes.
L’any 2014, i també com a resposta als atacs de Hamàs, que provocaren la mort de més de 70 israelians, la gran majoria soldats, es van produir novament nombrosos bombardejos de les forces armades israelianes a Gaza. Hi van perdre la vida més de 2.300 palestins (molts d'ells també criatures) i milers d'habitatges i infraestructures van ser destruïts.
El mes de març de 2021 es va fer públic que la fiscalia del Tribunal Penal Internacional (TPI) obriria una investigació formal sobre presumptes crims de guerra comesos contra la població civil per l'exèrcit israelià als territoris ocupats, i també les accions dels grups armats palestins. La fiscal del TPI, Fatou Bensouda, va prometre una investigació “honesta i imparcial”. Israel no és membre del TPI, però Palestina el reconeix des de l'any 2014, per la qual cosa el tribunal va determinar que era competent per jutjar aquests possibles crims.
Els diferents conflictes han fet que la coexistència de la població hebrea i palestina es vegi per les dues parts com a molt difícil a curt o mitjà termini.

## Economia

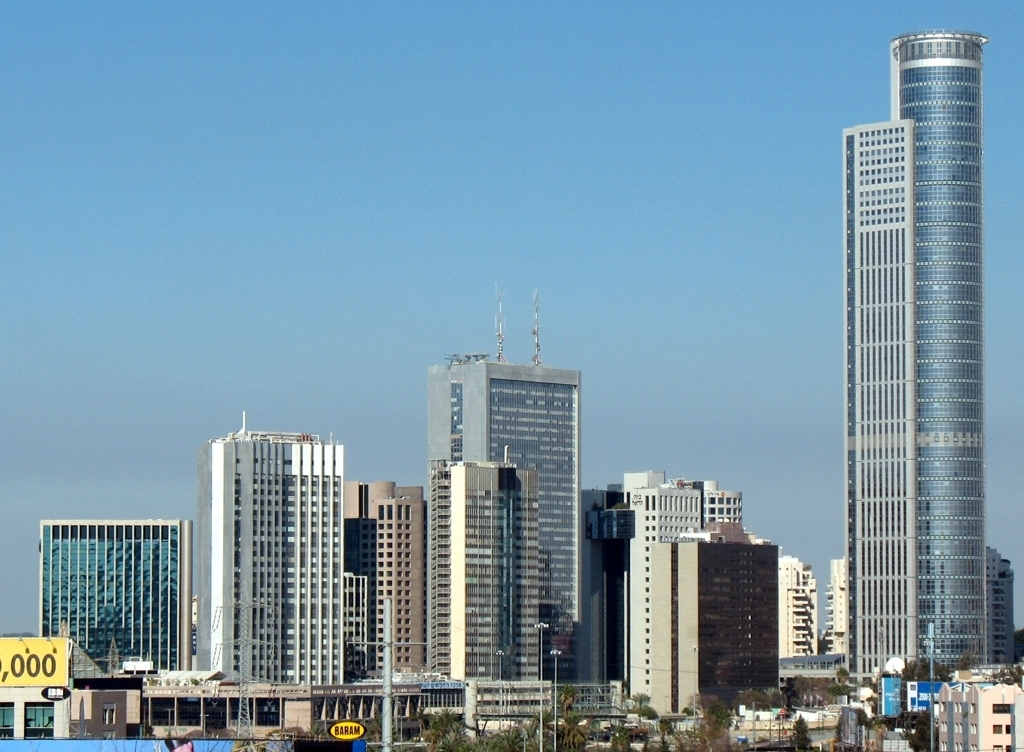
El Districte Financer de Ramat Gan on es troba la borsa de valors d'Israel

Israel és una de les economies més avançades del sud-est d'Àsia quant al desenvolupament econòmic i industrial. El país ocupa la tercera posició de la regió segons l'índex de la facilitat per fer negocis del Banc Mundial. Té el nombre més gran de noves empreses del món (després dels Estats Units) i el nombre més gran de companyies que cotitzen al NASDAQ fora d'Amèrica del Nord. El 2008, Israel tenia el 44è producte interior brut (PIB) i el 22è PIB per capita, en paritat de poder adquisitiu més alts del món, en $200.700 milions i $28.200 respectivament. El 2007, Israel va ser convidat a fer-se membre de l'Organització de Cooperació i Desenvolupament Econòmic, la qual promou la cooperació entre els països que s'adhereixen als principis democràtics i operen en una economia de lliure mercat.
Malgrat l'escassesa de recursos naturals, el desenvolupament intensiu de l'agricultura i els sectors industrials durant les últimes dècades ha fet que Israel sigui pràcticament autosuficient en la producció d'aliments, llevat dels grans i el bestiar boví. Les importacions principals d'Israel inclouen combustibles fòssils, matèries primeres, i equip militar. Les exportacions principals inclouen fruites, vegetals, medicines, programari, productes químics, tecnologia militar i diamants. Israel és líder mundial en la conservació de l'aigua i l'energia geotèrmica, i el desenvolupament de les tecnologies de punta en programari, comunicacions i les ciències biològiques. Intel i Microsoft van construir els seus primers centres de recerca i desenvolupament a Israel. Des de la dècada de 1970, Israel ha rebut ajut econòmic dels Estats Units, els préstecs del qual representen la major part del deute extern d'Israel.
El turisme, especialment el turisme religiós, és una indústria important a Israel. Els problemes de seguretat d'Israel han tingut un efecte negatiu en el turisme, tot i que el nombre de turistes està tornant a créixer. El 2008, més de tres milions de turistes van visitar Israel.

## Geografia humana i societat

### Demografia
El 2008, la població d'Israel era de 7,2 milions d'habitants. Israel té dues llengües oficials: l'hebreu i l'àrab. L'hebreu és la llengua principal de l'Estat i és parlada per la majoria de la població. L'àrab és parlat per la minoria àrab i els jueus que hi han emigrat d'altres països àrabs. Com a país d'immigrants, es parlen moltes llengües estrangeres a Israel. Entre 1990 i 1994, la immigració de la Comunitat d'Estats Independents va créixer un 12 %. Durant l'última dècada la immigració també ha inclòs un nombre significatiu de treballadors d'altres països com ara Romania, Tailàndia, la Xina i altres països d'Àfrica i Sud-amèrica. No hi ha xifres precises dels immigrants indocumentats, però s'estima que n'hi ha 200 mil. L'emigració d'Israel a altres països, principalment als Estats Units i al Canadà és modesta.
El 2006, 260.000 ciutadans israelians vivien en assentaments a Cisjordània, com ara Ma'ale Adumim i Ariel, i les comunitats que precedeixen l'establiment de l'Estat però que van ser restablertes després de la Guerra dels Sis Dies, en ciutats com ara Hebron i Gush Etsiion; 18.000 israelians viuen als Alts de Golan. El 2006, hi havia 250.000 jueus vivint a Jerusalem Est. Aproximadament 7.800 israelians vivien a la Franja de Gaza fins que en van ser evacuats.

### Religió

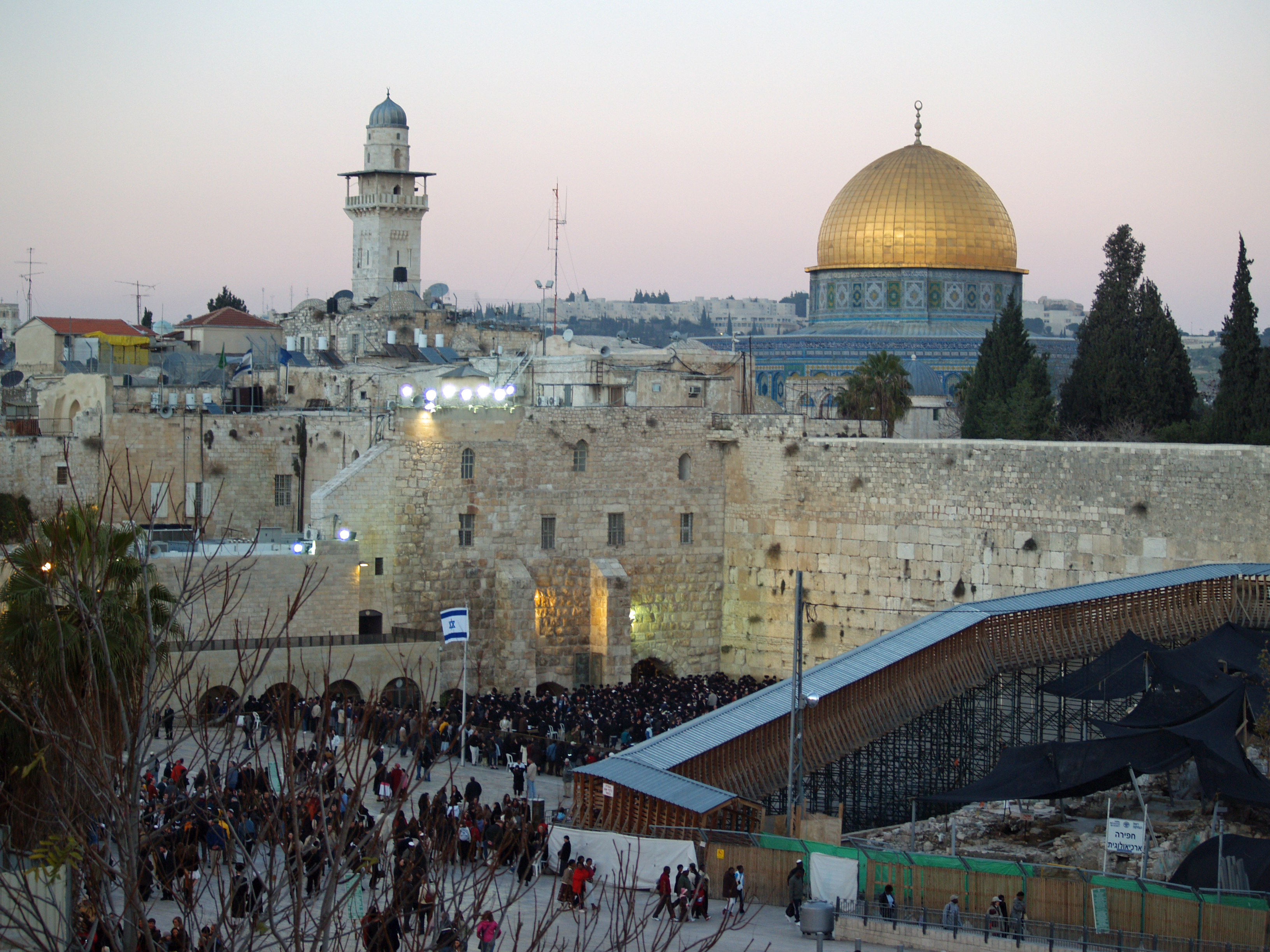
El Mur de les Lamentacions i la Cúpula de la Roca a Jerusalem

Israel va ser establert per mandat de les Nacions Unides com a llar per al poble jueu. La Llei del Retorn del país atorga a tots els jueus i tots amb ascendència jueva el dret a la ciutadania israeliana. Prop de tres-quarts, o el 75,5% de la població israeliana és jueva, procedent de diversos pobles ètnics. Prop del 68% dels jueus israelians han nascut a Israel, 22% són immigrants d'Europa i d'Amèrica, i el 10% són immigrants d'Àsia i Àfrica (incloent-hi el Món Àrab). L'afiliació religiosa jueva varia molt: el 55% diu ser jueu «tradicional», el 20% es considera «jueu secular», el 17% es defineix com a jueu ortodox, i el 8% es defineix com a jueu haredi.
La població musulmana representa el 16% de la població i és la minoria religiosa més gran del país. Aproximadament el 2% de la població és cristiana i l'1,5% són drusos. S'hi practiquen altres religions, com ara el budisme i l'hinduisme. La població cristiana inclou àrabs cristians i jueus messiànics.
La ciutat de Jerusalem té un lloc especial en el judaisme, l'islam i el cristianisme i s'hi troben ruïnes i edificis de gran importància per a aquestes religions, en especial a la Ciutat Vella, com ara el Mur Occidental o el Mur de les Lamentacions, el Mont del Temple, la Mesquita d'Al-Aqsa i l'Església del Sant Sepulcre. Altres edificis o monuments religiosos es troben a Cisjordània, com ara l'Església de la Nativitat, la Tomba de Raquel a Betlem i la Cova dels Patriarques a Hebron.
El centre administratiu de la Fe Bahà'í i el Santuari del Bahá'u'lláh es troben al Centre Mundial Bahá'í a Haifa, i el líder d'aquesta religió ha estat sepultat a Acre.

### Cultura
- Abraham B. Yehoshua (Jerusalem, 1936) és reconegut com un dels escriptors més prestigiosos d'Israel.

### Educació

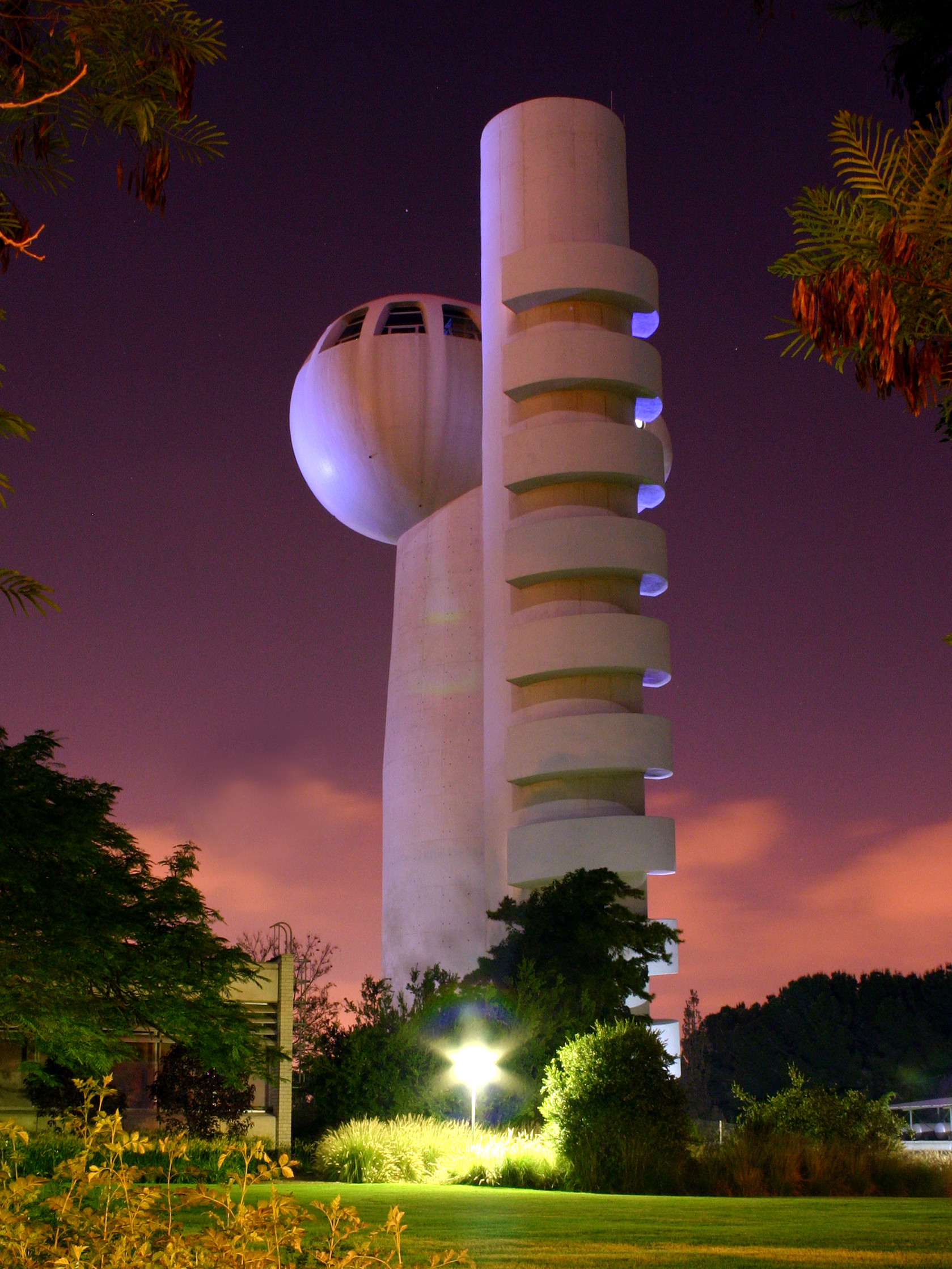
L'accelerador de partícules de l'Institut Weizmann de Ciències

Entre els països asiàtics, Israel té, amb el Japó, la segona posició en l'esperança de vida escolar, després de Corea del Sud i una de les taxes més altes d'alfabetització, segons l'Nacions Unides. La Llei d'Educació Estatal, aprovada el 1953, va establir cinc tipus d'escoles: la pública secular, la pública religiosa, la pública ultraortodoxa, les escoles d'assentament comunal i les escoles àrabs. La pública secular és la segona més gran on van la majoria dels estudiants jueus i no àrabs. La majoria dels àrabs envien llurs fills a les escoles on l'àrab és la llengua d'ensenyament.
L'educació és obligatòria a Israel per a tots els nens entre els tres i els divuit anys. L'escola es divideix en tres nivells: escola primària, escola intermèdia, i escola superior (secundària), que culmina amb el Bagrut, els exàmens de matriculació. S'avaluen coneixements de matemàtiques, la Bíblia, la llengua hebrea i literatura general, la llengua anglesa, història i civisme. A les escoles àrabs i druses, els exàmens sobre Bíblia es reemplacen per exàmens sobre l'islam, el cristianisme o l'herència drusa. El 2003, més de la meitat de tots els israelians van aprovar el dotzè grau i van obtenir el certificat d'aquest nivell.
La Universitat Hebrea de Jerusalem, la universitat més antiga d'Israel, conté la Biblioteca Universitària Jueva Nacional, la qual conté el nombre més gran de llibres de temes jueus del món. Altres universitats importants del país són l'Institut Tecnològic d'Israel - Technion, l'Institut Weizmenn de Ciències, la Universitat de Tel-Aviv, la Universitat de Bar-Ilan, la Universitat de Haifa i la Universitat Ben-Gurion del Nègueb. Israel ocupa la tercera posició mundial en el percentatge de ciutadans amb títols universitaris (20% de la població). Durant la dècada de 1990, la immigració massiva de la Comunitat d'Estats Independents, dels quals, el 40% tenien un títol universitari, van donar un impuls al sector d'alta tecnologia d'Israel. Israel té quatre científics que han guanyat el Premi Nobel, i el nombre de publicacions científiques per capita és dels més elevats del món.

## Història

### Abans de la fundació de l'Estat d'Israel

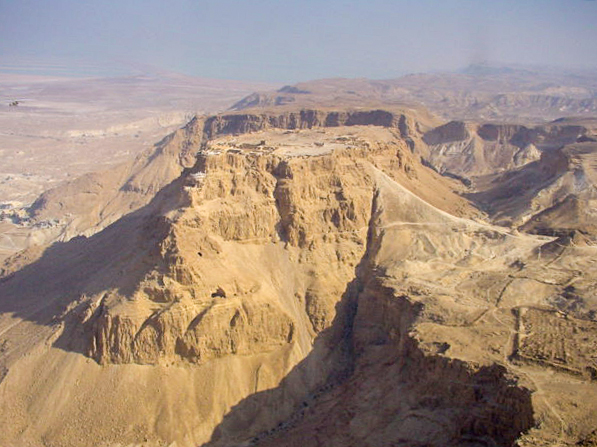
Massada

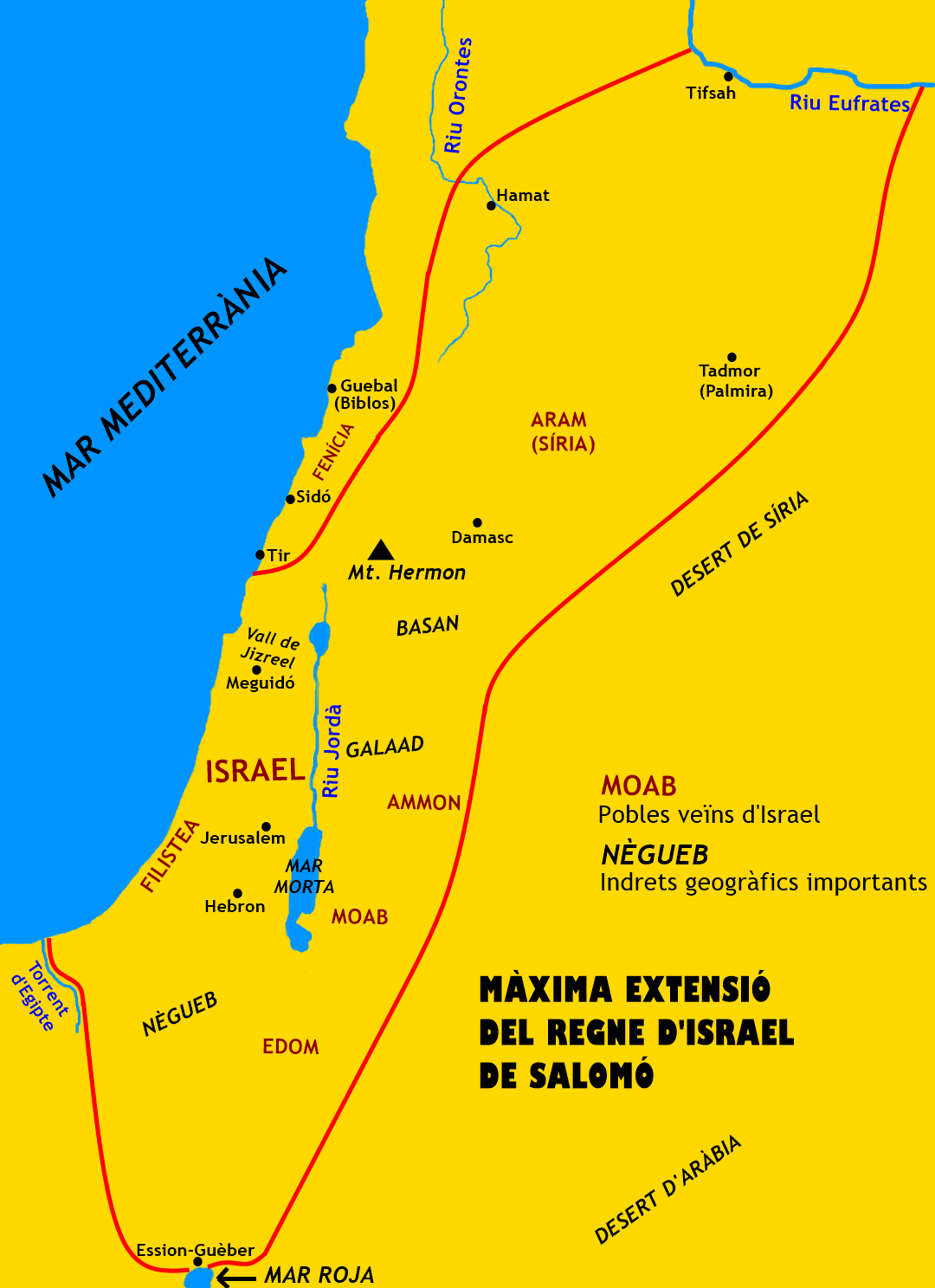
Regne d'Israel en l'època del rei Salomó.

Segons el punt de vista tradicional, al voltant del segle xi aC, el primer d'una sèrie de regnes i estats israelites s'establiren al territori actual d'Israel, els quals governaren la regió, intermitentment, durant mil anys. Entre els temps dels regnes israelites i les conquestes musulmanes del segle vii, el territori fou conquerit pels assiris, els babilonis, els grecs, els romans, els sassànides i els romans d'Orient.
El 63 aC Pompeu acaba amb el regnat dels macabeus i Judea esdevé regne client de l'Imperi Romà. El 6 dC August deposa al rei Arquelau de Judea i s'estableix la província de Judea, una prefectura depenent del governador de la província romana de Síria. L'any 66 dC la població jueva es va rebel·lar contra l'Imperi Romà. Quatre anys més tard, el 4 d'agost de 70 dC les legions romanes sota Tit Flavi Sabí Vespasià van reconquerir i destruir gran part de Jerusalem i el Segon Temple. Galilea es va convertir en el nou centre de la vida jueva Israel durant diversos segles, i la presència jueva al territori disminuí després del fracàs de la revolta de Bar Kokhebà contra l'Imperi Romà el 132 dC i la subsegüent expulsió dels jueus a gran escala.
Entre el 629 i el 629, l'emperador romà d'Orient Heracli dirigí una massacre i expulsió dels jueus, després de la qual la població jueva arribà al seu punt més baix. Tot i que la major part de la població jueva es concentrà a la regió de Galilea en comptes de Judea, la Mixnà i una part del Talmud, alguns dels texts religiosos més importants del judaisme, foren escrits durant aquest període. El territori deixà de pertànyer a l'Imperi Romà d'Orient prop del 636 dC durant les primeres conquestes musulmanes, amb les victòries àrabs a Ajnadain el 634 i a Yarmuk el 636. El 638, el califa Úmar ibn al-Khattab, construí una mesquita sobre les ruïnes del temple jueu, que havia estat destruït pels romans, i el 691, el novè califa, Abd-al-Màlik ibn Marwan, construí la Cúpula de la Roca i la mesquita d'Al-Aqsa en el seu lloc. Després de la conquesta àrab, la majoria de la població fou arabitzada en cultura i llengua, i la majoria es convertí a l'islam. La regió fou controlada pels omeies, els abbàssides i els croats durant els sis segles següents, abans de passar les mans del soldanat dels Mamelucs el 1260. El 1516, el territori esdevingué part de l'Imperi Otomà, el qual governà la regió fins al segle xx.

### Palestina moderna i la migració jueva

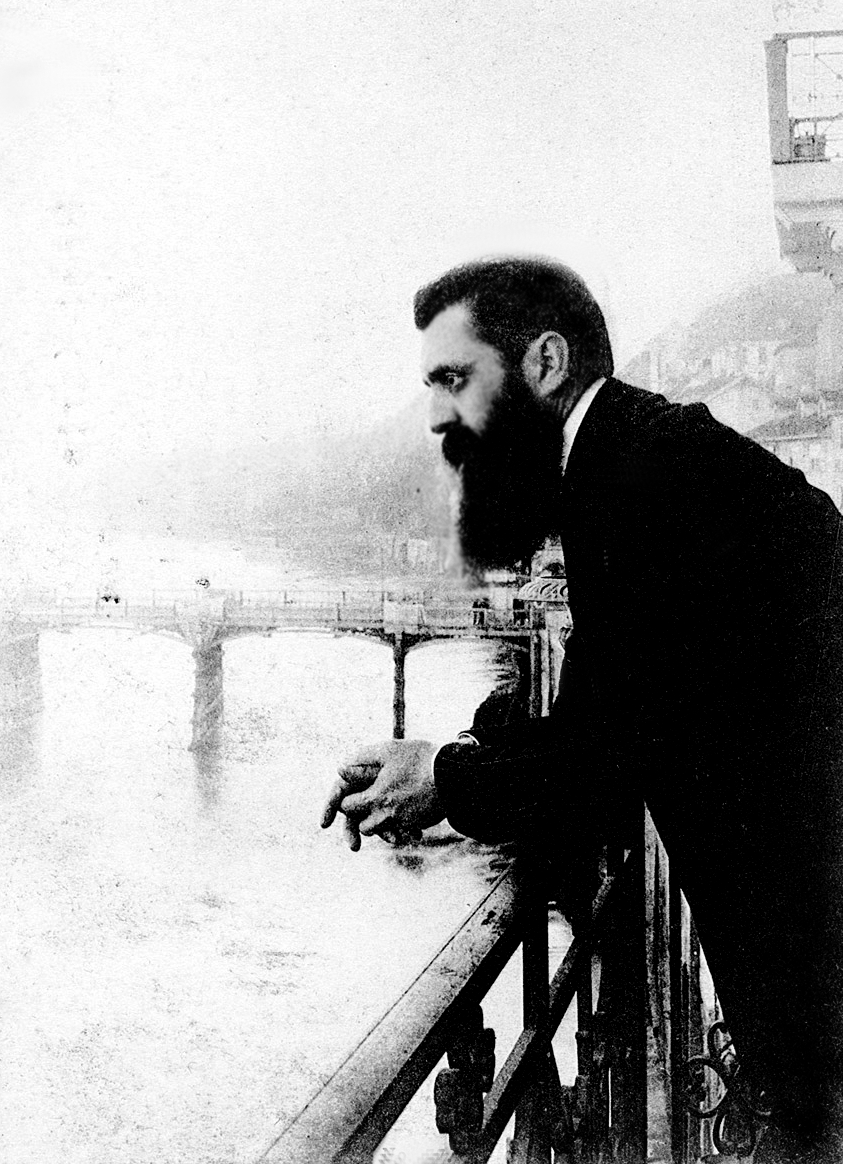
Theodor Herzl

Ibrahim Paixà d'Egipte, fill del virrei Muhammad Ali, qui, poc abans havia aconseguit l'autonomia d'Egipte dins la sobirania de l'Imperi Otomà, introduí a Palestina, el 1832, les escoles seculars i els drets civils per als cristians, jueus i musulmans a Palestina, però el poble es revoltà a causa dels impostos elevats i el servei militar obligatori. L'autoritat otomana tornà a imposar-se amb la intervenció de les forces europees que forçaren Ibrahim a retirar-se. El govern otomà havia estat forçat a atorgar a les potències europees alguns privilegis, per tal d'evitar la fallida econòmica; aquests privilegis incloïen l'entrada de cònsols no només a Jerusalem, sinó també a les costes de Gaza, Haifa i Jaffa, on promovien els béns europeus mitjançant els mercaders àrabs cristians. A més a més, també se'ls atorgà més control dels llocs sagrats de Jerusalem i es permeteren més assentaments europeus i l'adquisició de terres a Palestina. Tot i que pocs cristians s'hi establiren, a partir de la dècada de 1880, hi arribà un gran nombre de jueus.
La primera gran onada migratòria jueva moderna, coneguda com la Primera Aliyà (en hebreu: עלייה), començà el 1881, amb la fugida massiva dels jueus dels pogroms de l'Europa oriental. Tot i que teòricament ja existia el moviment sionista, Theodor Herzl és considerat el fundador del sionisme polític, un moviment que volia establir un Estat jueu al territori històric de Palestina, i posant la qüestió jueva dins el pla internacional. El 1896, publicà Der Judenstaat ('L'Estat Jueu'), on oferia la seva visió d'un estat futur, i l'any següent presidí el primer Congrés Sionista Mundial.
La Segona Aliyà (1904-1914), començà després del pogrom de Kixiniov (ara Chișinău). Prop de 40.000 jueus s'establiren a Palestina. La primera i la segona onada migratòria estava integrada principalment per jueus ortodoxos, però la segona aliyà també inclogué pioners socialistes que establiren el moviment dels quibuts. Durant la Primera Guerra Mundial, el secretari britànic d'afers exteriors Arthur Balfour publicà la Declaració Balfour de 1917 la qual veia «favorablement l'establiment a Palestina d'una llar nacional per al poble jueu». A petició d'Edwin Smauel Montagu i el Lord Curzon, s'afegí una línia que establia que «s'entén clarament que res no es farà que perjudiqui els drets civils i religiosos de les comunitats no jueves de Palestina, o els drets i l'estatus polític dels jueus en cap altre país».

### El nacionalisme àrab, la migració jueva i la Primera Guerra Mundial
Els àrabs palestins començaren a desenvolupar idees nacionalistes relacionades amb el corrent de l'arabisme que establia que els àrabs eren un poble distint amb una història i amb relació els uns amb els altres basat en la seva llengua comuna, l'àrab. La Revolució dels Joves Turcs el 1908 i l'expulsió del soldà Abdul Hamid II el 1909 incrementaren el nacionalisme dels turcs i els àrabs, sovint en conflicte. El Congrés Àrab demanà un «govern descentralitzat per a les províncies àrabs i el reconeixement de l'àrab com a llengua oficial». Els turcs, després de la Primera Guerra Mundial reaccionaren amb violència en contra de les manifestacions del nacionalisme àrab.
L'Imperi Otomà entrà a la Primera Guerra Mundial al costat d'Alemanya i l'Imperi Austrohongarès el 1914, la qual cosa provocà l'apropament entre Regne Unit i els àrabs i els sionistes, ja que en encoratjar el nacionalisme antiotomà debilitava el seu enemic. Per una banda, els àrabs palestins argumentaven que en la carta entre Sir Henry McMahon, l'alt commisionat britànic a Egipte, i Hussen ibn Ali, l'emir de la Meca, els britànics havien promès la independència de Palestina. Per altra banda, Arthur Balfour, el secretari britànic d'afers exteriors, en una altra carta dirigida al Lord Lionel Walter Rothschild expressà el seu desig per l'establiment d'una llar nacional per al poble jueu a Palestina, en allò que es coneix com la Declaració Balfour de 1917. Tanmateix, el Regne Unit, França i Rússia havien planejat, en els Acords de Sykes-Picot, el futur del territori. El 20 de març de 1920, els delegats palestins rebutjaren la Declaració de Balfour el Congrés general siri, però l'abril del 1920, en una conferència de pau a San Remo, Itàlia, els aliats dividiren els territoris: Síria i el Líban serien administrats per França i Palestina pel Regne Unit.
El 1922, la Lliga de Nacions atorgà al Regne Unit el mandat sobre Palestina sota els termes similars als de la Declaració de Balfour. La població del territori era predominantment àrab musulmana, mentre que l'àrea urbana més gran de la regió, Jerusalem, era predominantment jueva. La tercera i la quarta aliyà (1924-1929) portaren 100.000 jueus a Palestina, però des de 1921, els britànics imposaren límits a la immigració jueva.
El sorgiment del nazisme la dècada de 1930, produí la cinquena aliyà, amb un influx d'un quart de milió de jueus i provocà la revolta àrab de 1936-1939 i els britànics posaren un límit a la immigració en el Paper Blanc de 1939. Ja que molts països del món rebutjaren l'entrada de refugiats de l'Holocaust, s'organitzà un moviment clandestí conegut com a l'Aliyà Bet per portar jueus a Palestina. Després de la Segona Guerra Mundial els jueus representaven el 33% de la població palestina (el 1922 només eren l'11%).

### La Segona Guerra Mundial i la independència d'Israel
Durant la Segona Guerra Mundial, els jueus foren perseguits i assassinats en un pla sistemàtic dels nazis. Als territoris ocupats pels nazis, els jueus eren transferits a guetos i eventualment als camps de concentració, on moriren entre 5,6 i 5,9 milions de jueus. Una conferència sionista a Nova York el maig de 1942, establí el Programa de Biltmore, el qual rebutjava les restriccions britàniques a la immigració jueva i demanava el compliment de la Declaració de Balfour. Així i tot, les restriccions britàniques continuaren i s'intensificaren els anys posteriors a la fi de la guerra, per la qual cosa, la comunitat jueva instituí una xarxa d'immigració il·legal.
Després de la guerra, el govern britànic provà de negociar una solució, però, el 1947, declarà que no podia aconseguir cap solució acceptable tant per als àrabs com per als jueus, i renuncià al mandat de Palestina. La nova Organització de les Nacions Unides aprovà amb una majoria de dos-terços el Pla de Partició de l'ONU, en la Resolució 181 de l'Assemblea General, el 29 de novembre de 1947, que va dividir el territori en dos estats: un d'àrab i un de jueu. Jerusalem seria designada com a ciutat internacional —un corpus separatum— administrat per l'ONU per prevenir els conflictes sobre el seu estatus. La comunitat jueva acceptà el pla, però la Lliga Àrab i l'Alt Comitè Àrab el rebutjaren. L'1 de desembre de 1947, l'Alt Comitè Àrab proclamà una vaga de tres dies i la violència esclatà al territori.
El 14 de maig de 1948, el dia anterior a la fi del Mandat Britànic, l'Agència Jueva per la Terra d'Israel proclamà la independència i anomenà el país «Israel», segons el pla de partició de l'ONU. L'endemà, els exèrcits de cinc països àrabs —Egipte, Síria, Jordània, el Líban i l'Iraq— envaïren Israel, segons el pla del comandament militar àrab d'abril. Tanmateix, atesa la divisió entre els governants àrabs mateixos, que sospitaven que el rei Abd Allah ibn Husayn de Transjordània volia dominar Palestina, les forces israelianes pogueren repel·lir els exèrcits invasors i aconseguiren guanys territorials que expandien llurs fronteres més enllà dels límits del pla de partició original. Des del començament del conflicte, els atacs sionistes havien produït un èxode de la població palestina; en total, per a l'armistici de 1949, i a conseqüència de la guerra, més de 700.000 palestins havien fugit a les àrees àrabs de Palestina o als altres estats àrabs, i des d'aleshores la xifra de refugiats palestins ha arribat als 4.255.120, repartits entre els camps de refugiats de Judea i Samària (687.542), Gaza (961.645), el Líban (400.582), Síria (424.650), Jordània (953,012) i altres països, segons dades de l'ONU. Al final de la guerra, la Legió Àrab de Transjordània prengué el control del centre de Palestina, segons un pla que havien negociat el rei de Transjordània i els líders israelians. Els acords d'armistici entre tots cinc països —Israel, Transjordània, Egipte, el Líban i Síria— foren negociats sota els auspicis de l'ONU el 1949. Transjordània annexà Jerusalem Est (la ciutat vella) i Palestina central —el territori de Cisjordània— i Egipte mantingué el control de la Franja de Gaza. Israel, per altra banda, a més del 56% de Palestina que l'havia estat donada segons el pla de partició de l'ONU, mantingué el control de les àrees addicionals de Galilea i altres regions del nord, centre i sud del país, i també la nova ciutat de Jerusalem. Israel fou admès com a membre de les Nacions Unides l'11 de maig de 1949. El futur dels refugiats palestins encara és tema contenciós en el conflicte araboisraelià.
Durant els primers anys de l'estat, el moviment sionista laboral, encapçalat del primer ministre David Ben-Gurion dominà la política israeliana. Aquests anys foren marcats per la immigració massiva dels sobrevivents jueus de l'Holocaust i dels que fugien de la repressió dels països àrabs. La població d'Israel cresqué de 800.000 el 1948 a 2 milions el 1958. La majoria arribaren com a refugiats sense possessions i foren albergats en camps temporals coneguts com a mabarot. Per al 1952, més de 200.000 immigrants vivien en aquestes ciutats de tendes. La necessitat de resoldre la crisi forçà Ben-Gurion a signar un Acord de Reparacions amb Alemanya que provocà protestes massives de jueus molests per la idea de «fer negocis» amb Alemanya.
El 1956, Israel s'uní a una aliança secreta amb el Regne Unit i França amb la intenció de recuperar el canal de Suez que els egipcis havien nacionalitzat. Tot i capturar la península del Sinaí, Israel fou forçat a retirar-se atesa la pressió dels Estats Units i la Unió Soviètica a canvi de drets de navegació a la mar Roja i el Canal.

### Des de la Guerra dels Sis Dies

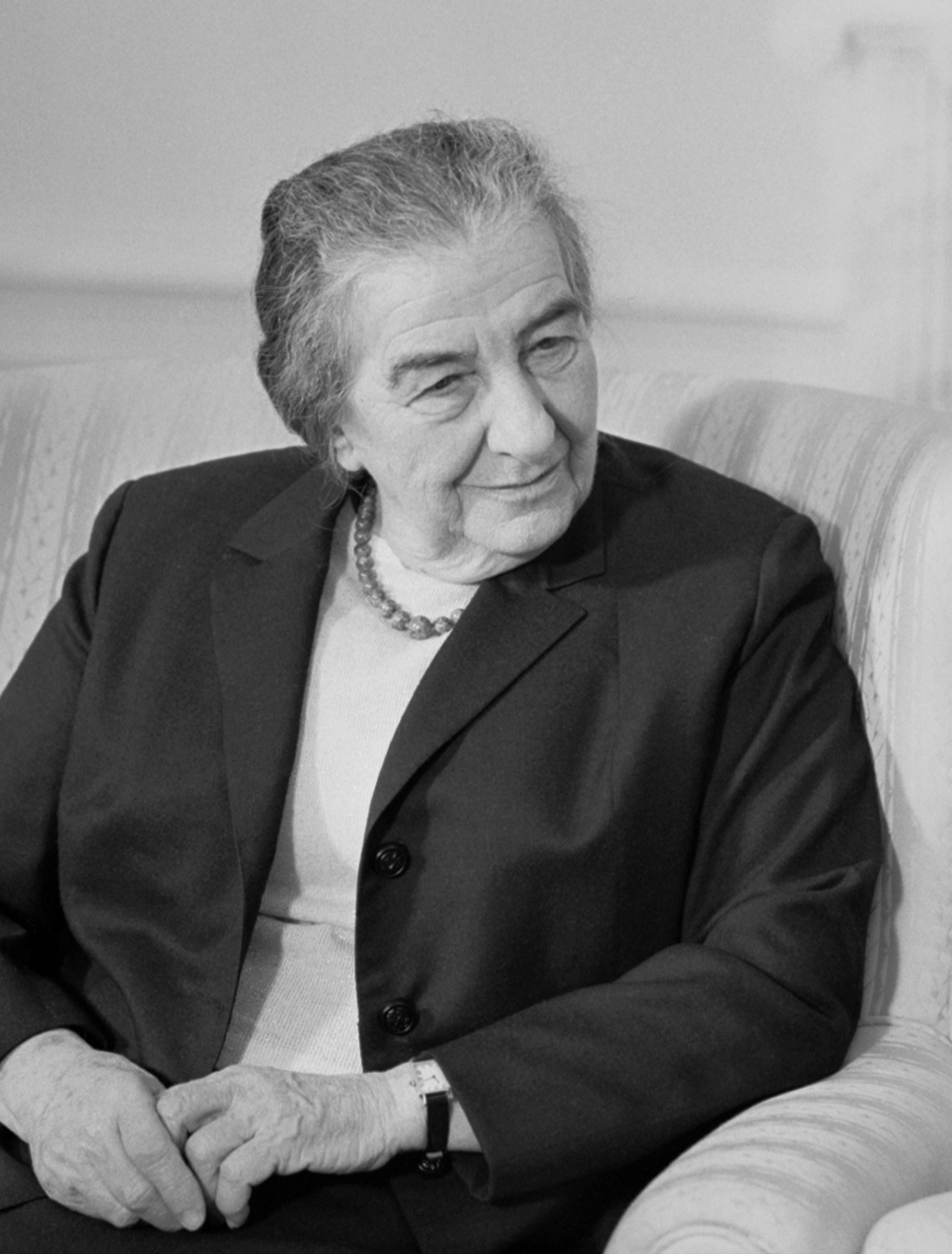
Primera ministra Golda Meïr

Els nacionalistes àrabs, encapçalats per Gamal Abdel Nasser refusaren reconèixer Israel o el seu dret a existir, i en demanaren la destrucció. El 1967, Egipte, Síria i Jordània reuniren tropes a prop de les fronteres israelianes, expulsaren les forces d'emergència de les Nacions Unides i bloquejaren l'accés d'Israel a la mar Roja. Israel considerà aquestes accions com a casus belli per a un atac preventiu que iniciaria a la Guerra dels Sis Dies, en la qual, Israel aconseguí una victòria decisiva capturant els territoris de Cisjordània, la Franja de Gaza, la península del Sinaí i els Alts del Golan. La línia verda es convertí en la frontera administrativa entre Israel i els territoris ocupats. Les fronteres de Jerusalem foren canviades incorporant-hi Jerusalem Est. La Llei de Jerusalem, aprovada el 1980, reafirmà aquesta decisió, causa de conflicte internacional sobre l'estatus de Jerusalem.
Després de la guerra de 1967 sorgiren sectors no governamentals àrabs en el conflicte, entre els quals, l'Organització per a l'Alliberament de Palestina compromès a la «lluita armada com l'única manera d'alliberar la pàtria». Cap a la fi de la dècada de 1960 i el principi de la dècada de 1970, grups palestins iniciaren una onada d'atacs, contra blancs israelians per tot el món, incloent-hi la massacre de Munic en els Jocs Olímpics d'estiu de 1972. Israel respongué amb l'Operació Ira de Déu, en què els responsables per la Massacre de Munic foren rastrejats i assassinats. De 1969 a 1970, Israel i Egipte lluitaren en la Guerra de desgast.
El 6 d'octubre de 1973, per Yom Kippur, el dia més sant del calendari jueu, els exèrcits egipci i siri llençaren un atac sorpresa contra Israel. La guerra acabà el 26 d'octubre amb la victòria d'Israel, però amb grans pèrdues. La Comissió Agranat exonerà el govern de la responsabilitat de la guerra, però la primera ministra Golda Meïr renuncià al càrrec.
Les eleccions legislatives de 1977 foren un punt significatiu en la història política d'Israel quan el Likkud prengué el control del Partit Laboralista. El mateix any, el president egipci Ànwar el-Sadat viatjà a Israel i pronuncià un discurs davant la Kenésset en allò que és considerat el primer reconeixement d'Israel per part d'un cap d'estat àrab. Israel es retirà de la península del Sinaí, retornant-la a Egipte, i acordà entrar en negociacions per atorgar autonomia als palestins a l'altre costat de la Línia Verda, un pla que mai no s'implementà. El govern de Menahem Beguín encoratjà els israelians a assentar-se a Cisjordània, la qual cosa provocà fricció amb els palestins d'aquelles àrees.

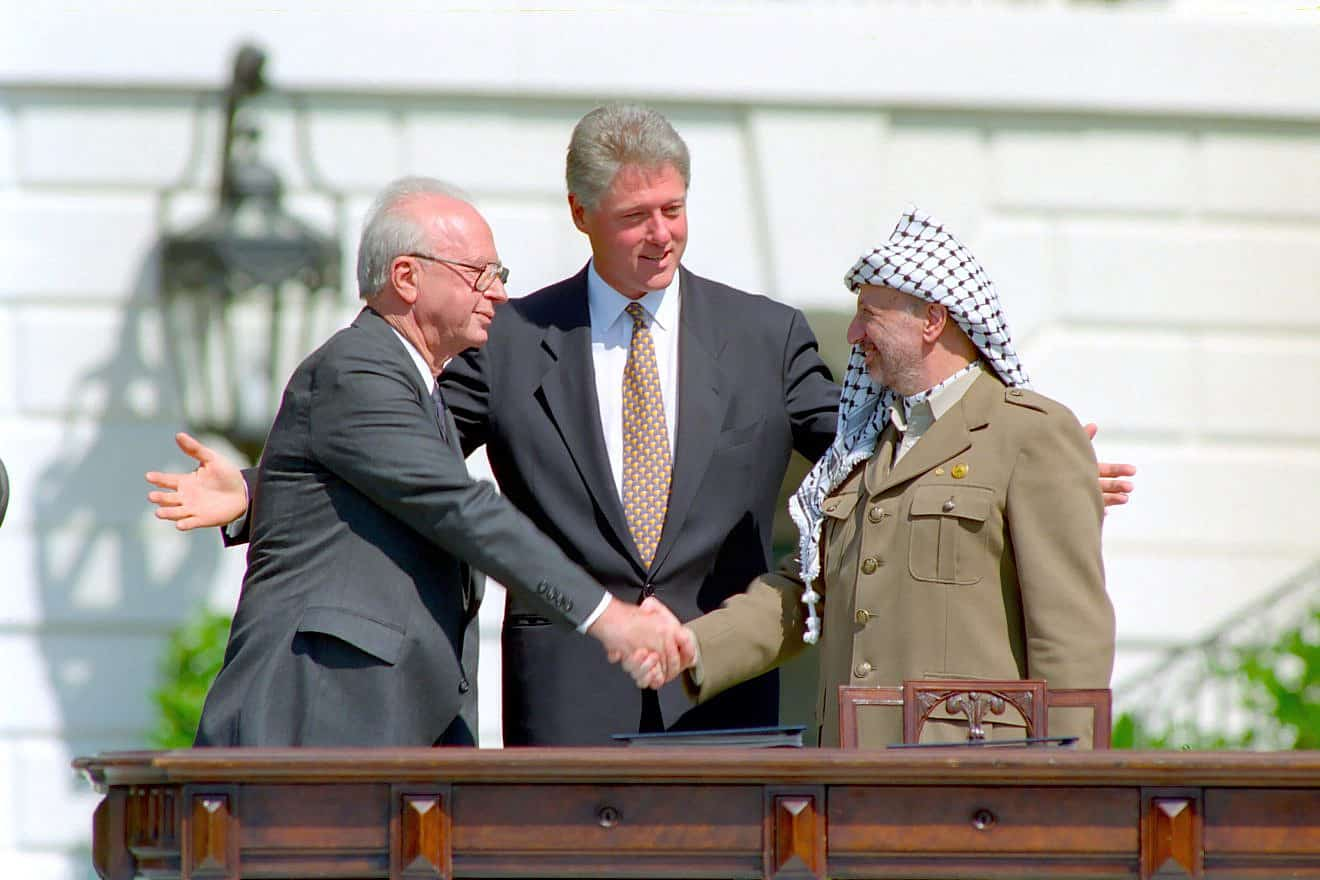
Yitshaq Rabbín, Iàssir Arafat i Bill Clinton en la signatura dels Acords d'Oslo, el 13 de setembre de 1993

El 7 de juny de 1981, Israel bombardejà el reactor nuclear Osirak a l'Iraq, en l'Operació Òpera, i el deshabilità. La intel·ligència israeliana sospitava que Iraq planejava utilitzar-la per desenvolupar armes nuclears. El 1982, Israel intervingué en la Guerra Civil libanesa per destruir les bases que utilitzava l'Organització per l'Alliberament Palestí per a llençar atacs i míssils al nord d'Israel, donant inici a la Primera Guerra del Líban. Israel es retirà de la major part del Líban el 1986, però mantingué una zona de seguretat fins al 2000. La Primera intifada, un aixecament palestí contra el govern israelià, esclatà el 1987. Durant els següents sis anys, més de mil persones foren mortes per la violència tant entre els palestins com entre els palestins i israelians. Durant la Guerra del Golf de 1991, Iraq llençà míssils contra Israel.
El 1992, Yitshaq Rabbín es convertí en el primer ministre d'Israel, en una campanya en què el partit promogué un compromís amb els veïns d'Israel. L'any següent, Ximon Peres i Mahmud Abbas, representants d'Israel i l'OAP respectivament, signaren els Acords d'Oslo, que donaven a l'Autoritat Nacional Palestina el dret d'autonomia d'algunes regions de Cisjordània i la Franja de Gaza. El 1994, el Tractat de pau entre Israel i Jordània se signà, fent de Jordània el segon país àrab a normalitzar relacions amb Israel.
El suport àrab als acords disminuí després de la Massacre de la Cova dels Patriarques i la continuació dels assentaments israelians i els punts de control, i també el deteriorament de les condicions econòmiques. El suport públic israelià als acords també disminuí després dels atacs suïcides palestins. El novembre de 1995, Yitshaq Rabbín fou assassinat per un jueu d'extrema dreta que s'oposava als acords. A la fi de la dècada de 1990, Israel, sota el lideratge de Binyamín Netanyahu es retirà d'Hebron, i signà el Memoràndum del Riu Wye que donava major control a l'Autoritat Nacional Palestina. Ehud Barak fou elegit primer ministre el 1999. Ordenà la retirada de les forces del sud del Líban i emprengué negociacions amb el líder de l'OAP, Iàssir Arafat i el president nord-americà Bill Clinton en la Cimera de Camp David de juliol del 2000. Durant la cimera, Barak oferí un pla per l'establiment d'un Estat palestí, però Iàssir Arafat el rebutjà. Després del col·lapse de les negociacions va començar la Segona intifada.

### Segle XXI

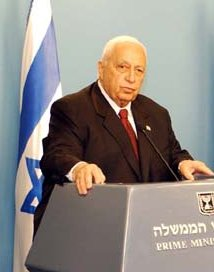
Ariel Xaron primer ministre d'Israel (2001-2006)

Ariel Xaron fou elegit primer ministre en les eleccions especials del 2001. Durant el seu govern, Sharon complí el seu pla de retirada unilateral de la franja de Gaza, però també començà la construcció del mur de Cisjordània.
Aquest mur ha estat condemnat per l'Organització de les Nacions Unides (ONU) i la major part de la comunitat internacional. El Tribunal Internacional de Justícia de la Haia assenyalà que «La construcció del mur per part d'Israel… en el territori palestí ocupat, inclòs el del voltant de Jerusalem Est… és contrària a la llei internacional. Israel té l'obligació de desmantellar aquesta infraestructura… i fer reparació del dany causat…» en una resolució el 9 de juliol de 2004.
El gener del 2006, després què Sharon sofrís un accident vascular cerebral sever, els poders del govern foren transferits a Ehud Olmert. El juliol del 2006, un atac d'Hesbol·là a una unitat militar israeliana que havia entrat a territori libanès passant la frontera nord d'Israel, que acabà amb la captura de dos soldats israelians en territori del Líban produí la Segona Guerra del Líban. Israel bombardejà el Líban, fet que provocà la mort de 1191 libanesos, la majoria civils i la destrucció de bona part la infraestructura civil i econòmica libanesa, amb el pretext de destruir l'estructura militar de la milícia xiïta, que tot i l'atac continuà llançant projectils de resposta contra ciutats israelianes i conservà les seves forces. Per part israeliana moriren 121 soldats i 43 civils. L'Exèrcit Israelià entrà per terra al Líban, on es dugueren a terme combats entre les forces invasores i guerrillers libanesos, majoritàriament d'Hesbol·là, i també d'altres forces libaneses com el moviment Amal o el Partit Comunista del Líban. En els combats moriren 121 soldats de l'exèrcit israelià i una quantitat indeterminada de milicians libanesos. La guerra acabà amb la retirada de les forces israelianes sense haver assolit cap dels seus objectius, com reconegué el seu cap de l'estat major Dan Halutz o el general Udi Shani, en un revés que costaria diverses dimissions entre els màxims comandaments l'exèrcit hebreu. Acabà formalment el 8 de setembre de 2006 després que s'hagués declarat un alto el foc el 14 d'agost.
El 27 de novembre de 2007, el primer ministre Olmert i el president palestí Mahmud Abbas, acordaren reprendre les negociacions i lluitar per assolir un acord per la fi de 2008. L'abril de 2008, el president sirià Baixar al-Àssad declarà que Síria i Israel havien negociat un tractat de pau amb Israel per un any, amb el suport de Turquia; Israel confirmà les declaracions el maig del 2008.
El desembre de 2008 es trencà l'alto el foc entre l'exèrcit d'Israel i les forces palestines de Hamàs, després de mesos de bloqueig de la Franja de Gaza, seu del govern palestí d'Ismail Haniyeh, pel fet que Israel no reconeixia els resultats de les eleccions democràtiques legislatives palestines de 2006, que donaren la majoria a aquesta formació. Israel atacà llençant l'Operació Plom Fos amb una sèrie d'atacs aeris. El 3 de gener de 2009, les tropes israelianes entraren a Gaza en una ofensiva terrestre. El 17 de gener, Israel anuncià un alto el foc unilateral, amb la condició del cessament del llançament de coets des de Gaza, i es retirà els dies següents. Hamàs anuncià després l'alto el foc, amb les seves condicions pròpies que incloïen la retirada completa de les tropes israelianes i l'obertura de les fronteres. L'ofensiva Israeliana provocà més de 1.400 morts palestins, la majoria (926) civils, i prop de 5.000 ferits, morint-hi 13 soldats atacants israelians. L'ofensiva, en la qual es denuncià l'ús d'armes incendiàries i urani empobrit i el bombardeig d'infraestructures civils com universitats, escoles i hospitals, de forma voluntària, fou condemnada arreu del món, aixecant una àmplia onada de mobilitzacions. Nombroses organitzacions de drets humans com Amnistia Internacional acusaren l'Estat hebreu de destruir «gratuïtament» la franja de Gaza i d'utilitzar civils palestins com a escuts humans. Representants de la mateixa ONU, condemnaren l'atac i denunciaren el caràcter indiscriminat i il·legal de l'atac, qualificant-lo de «crim de guerra» i d'acte inhumà. L'ONU també denuncià les traves posades per Israel a la investigació dels crims de guerra.

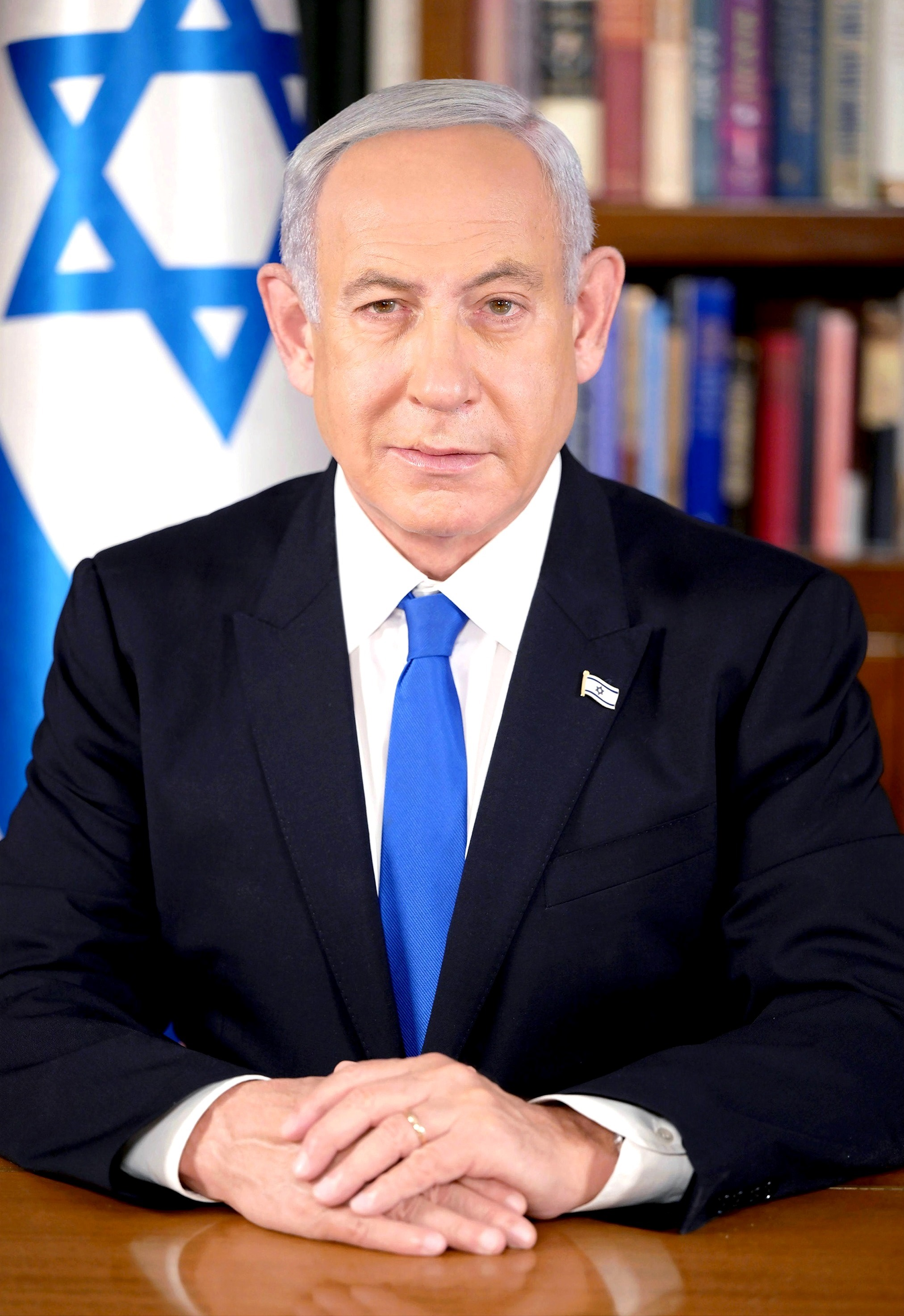
Binyamín Netanyahu

En les eleccions del eleccions legislatives d'Israel del 2009 del 10 de febrer, el Likkud va obtenir 27 escons per la Kenésset. Creant una coalició de govern amb Yisrael Beiteinu, el Partit Laborista Israelià i el Xas i així obtenint majoria absoluta, Binyamín Netanyahu va jurar el seu càrrec com Primer Ministre d'Israel al març de 2009.
L'any 2014, com a resposta als atacs de Hamàs iniciats amb l'assassinat de tres adolescents israelians, que provocaren la mort de més de 70 israelians, la gran majoria soldats, es va dur a terme una nova campanya de les forces armades israelianes a Gaza, on van perdre la vida més de 2.300 palestins (molts d'ells criatures) i milers d'habitatges i infraestructures van ser destruïts.
Després de les terceres eleccions consecutives, les de març de 2020, Netanyahu finalment aconseguí formar un govern d'unitat amb el seu rival Benny Gantz de Blau i Blanc, continuant com a primer ministre però amb el compromís de ser rellevat per Gantz al cap d'un any i mig, però la manca d'entesa entre els socis de govern causà que no fos possible aprovar el pressupost i el president d'Israel Reuven Rivlin arribà a un acord amb Naftali Bennett, líder de Yamina, per a la formació d'un govern en que s'alternarien com a primers ministres i aconseguiren el suport de la majoria de la Kenésset, així que Netanyahu cessà com a primer ministre d'Israel després de 12 anys el 13 de juny de 2021.
El mes de març de 2021 es va fer públic que la fiscalia del Tribunal Penal Internacional (TPI) obriria una investigació formal sobre presumptes crims de guerra comesos contra la població civil per l'exèrcit israelià als territoris ocupats, i també les accions dels grups armats palestins. La fiscal del TPI, Fatou Bensouda, va prometre una investigació “honesta i imparcial”. Israel no és membre del TPI, però Palestina el reconeix des de l'any 2014, per la qual cosa el tribunal va determinar que era competent per jutjar aquests presumptes crims de guerra.

### Crisi de l'Orient Mitjà (2023–present)

Components actuals i antics de l'Eix de Resistència

Després de les eleccions legislatives de 2022, Binyamín Netanyahu del Likkud tornà a ser nomenat primer ministre el 29 de desembre de 2022.
Els atacs del 7 d'octubre a Israel que Hamàs va realitzar en 2023 causant 1.195 morts, 3.400 ferits i el segrest de 251 persones van desencadenar la Guerra entre Israel i Gaza de 2023. Des de l'inici de la guerra, s'estima que com a mínim 1.706 israelians i 52.400 palestins han mort com a conseqüència directa dels atacs israelians, el 72% dels morts durant la guerra son homes en edat militar, i d'ells segons les Forces de Defensa d'Israel (FDI), uns 20.000 eren combatents palestins. La majoria dels comandants de Hamàs moriren durant el conflicte.
Poc després de l'inici de la guerra de Gaza, diverses milícies recolzades per l'Iran a l'Eix de la Resistència es van unir al conflicte contra Israel. Al Líban, Hezbollah va disparar coets contra el nord d'Israel escalant el conflicte fins que a l'octubre de 2024 es va produir la invasió israeliana del sud del Líban, que va acabar amb un alto el foc a finals de novembre en condicions favorables a Israel amb ànim d'implantar la Resolució 1701 del Consell de Seguretat de les Nacions Unides després de la mort dels principals comandants de Hezbol·là i 3.000 persones més, a més d'un milió de desplaçats. La caiguda d'Assad el 8 de desembre de 2024 a la Guerra Civil siriana va trencar efectivament la ruta d'armes, material i personal des de l'Iran a Hezbol·là quedant aïllada al sud del Líban, encara més afeblida i vulnerable a l'atac o la infiltració israeliana.

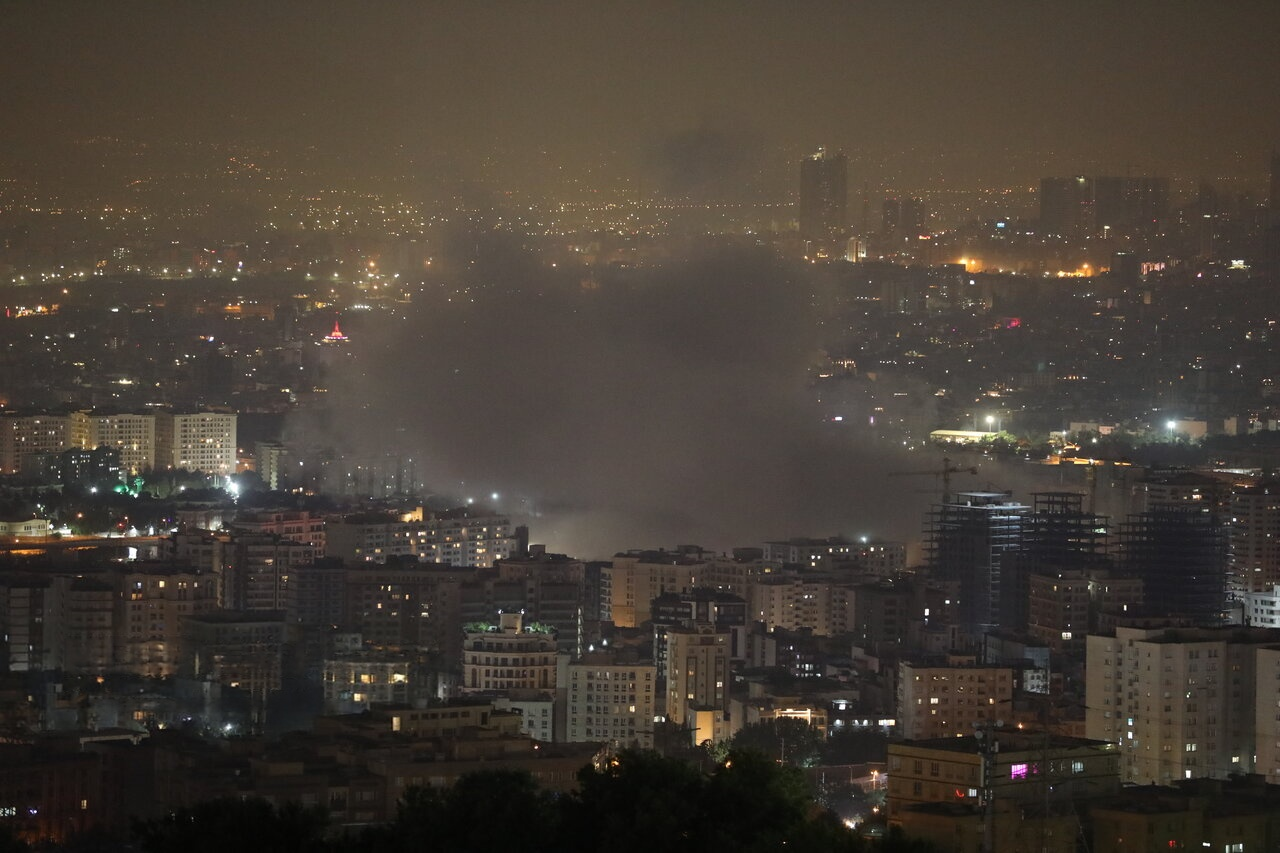
Vista aèria de Teheran després dels atacs aeris israelians, 13 de juny de 2025

El conflicte directe entre Israel i Iran va començar l'abril de 2024 quan Israel va bombardejar el consolat iranià a Damasc, Síria, matant alts funcionaris iranians, i els països van intercanviar atacs a l'abril i l'octubre. El 12 de juny de 2025, l'Agència Internacional de l'Energia Atòmica AIEA va aprovar una resolució que declarava que l'Iran no complia amb les seves obligacions nuclears i Israel va atacar l'endemà. Israel va atacar instal·lacions nuclears, instal·lacions militars i residències privades d'alts funcionaris, causant danys a llocs nuclears clau i matant els principals líders militars i científics nuclears iranians. El 21 de juny els Estats Units van atacar diverses insal·lacions nuclears a l'Iran, inclosa la planta d'enriquiment de combustible de Fordow, la instal·lació nuclear de Natanz i un tercer lloc a Isfahan en suport d'Israel i per intentar destruir completament el programa nuclear iranià. El president dels Estats Units Donald Trump va pactar un alto el foc a partir del 24 de juny.
Al Mar Roig, els houthis amb base al Iemen van atacar vaixells en solidaritat amb Hamàs, cosa que va provocar crítiques internacionals, inclosa una sèrie d'atacs aeris contra posicions houthis duts a terme pels Estats Units i el Regne Unit, que van acabar amb l'alto el foc entre els Estats Units i els houthis el maig de 2025. Les milícies iraquianes liderades per la Resistència Islàmica a l'Iraq també van dur a terme atacs contra bases nord-americanes a l'Iraq, Síria i Jordània, però en la seva majoria es van aturar el desembre de 2024.